# Crossotus albofasciculatus
Crossotus albofasciculatus är en skalbaggsart som beskrevs av Stefan von Breuning 1971. Crossotus albofasciculatus ingår i släktet Crossotus och familjen långhorningar.
Artens utbredningsområde är Moçambique. Inga underarter finns listade i Catalogue of Life.